# Tertry
Tertry – miejscowość i gmina we Francji, w regionie Hauts-de-France, w departamencie Somma.
Według danych na rok 2011 gminę zamieszkiwało 179 osób, a gęstość zaludnienia wynosiła 36 osób/km² (wśród 2293 gmin Pikardii Tertry plasuje się na 812. miejscu pod względem liczby ludności, natomiast pod względem powierzchni na miejscu 887.).
Miejsce bitwy pod Tertry w 687 roku, podczas której Pepin z Herstalu rozbił swych przeciwników z Neustrii.